# التصوير بالحزمة الإسطوانية الحلزونية الطبقي المبرمج

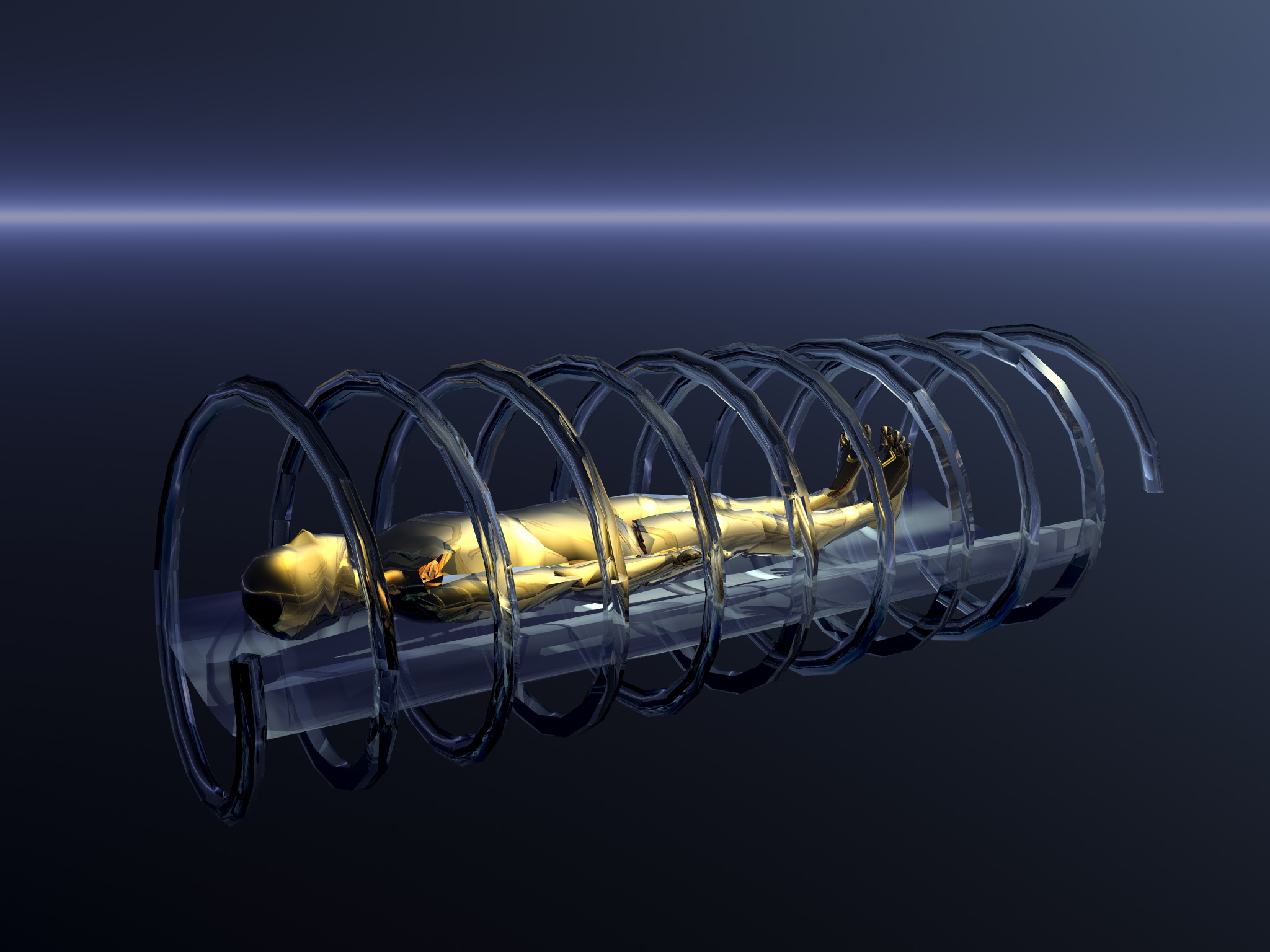

التصوير بالحزمة الإسطوانية الحلزونية الطبقي المبرمج هو أحد أنواع التصوير الطبقي المبرمج ثلاثي الأبعاد والتي يكون فيه مصدر أشعة إكس يرسم مسارا حلزونيا إسطوانيا بالنسبة للجسم المفحوص بينما تقوم مصفوفة ثنائية الأبعاد من مستشعرات ضوئية بقياس الإشعاع الواصل على جزء من إسطوانة الأشعة المنبعثة من المصدر.

## التقنية
في أجهزة التصوير بالحزمة الإسطوانية الحلزونية يكون مصدر أشعة إكس ومصفوفة المستشعرات متوضعة على جهاز دوار بينما يكون المريض يتحرك بشكل عمودي على مقطع الجهاز الدوار في المستوي المحوري بسرعة ثابتة. هذا يختلف عن أجهزة التصوير الطبقي المبرمج بأشعة إكس التقليدية حيث تم أخذ صورة لمقطع في المريض بينما كان المريض ثابتا دون حراك. إن طريقة التصوير الحلزوني تقلل من كمية أشعة إكس التي يتعرض لها المريض بينما تقوم بإجراء التصوير بشكل أكبر سرعة وكفاءة، ويكون هذا على حساب تعقيد حسابي رياضياتي أكبر من أجل إعادة بناء الصورة من القياسات المأخوذة للأشعة على المستشعرات.

## تاريخ التطور
منذ اختراع هذه الطريقة بالتصوير بأشعة إكس على يد ويلي كالندر في الثمانينات من القرن العشرين فقد ازداد عدد صفوف المستشعرات الخطية المركبة على الجهاز. حيث ظهرت أجهزة ذات 16 صف من المستشعرات في 2001، و64 صف في عام 2004، والفائدة الكبرى من هذه هو إمكانية الحصول على صورة أشعة إكس رباعية الأبعاد للجسم في زمن قصير أثناء حركته بحيث يكون زمن التصوير أقل من ثانية بحيث يمكن الحصول على صورة نقية للقلب أو الأوعية الدموية أثناء فترة راحتها القصيرة.